# Master Blaster (группа)
Master Blaster — немецкий проект танцевальной музыки, ранее состоявший из Саши ван Холта, Рико Бернаскони и Майка де Виля. В настоящее время в составе только Майк де Виль.
Их самый успешный сингл, «Hypnotic Tango», содержит сэмплы из итало-диско хита My Mine. В 2002 году он вошел в топ-10 чарта Media Control и стал одним из самых успешных танцевальных синглов года; он также принес им номинацию на премию Echo и стал хитом в Австрии, Франции, Швейцарии и Великобритании. В следующем году они выпустили синглы «Ballet Dancer» совместно с Turbo B из Snap! и «How Old R U?», ещё один хит. Их дебютный альбом We Love Italo Disco содержит песни, в которых используются сэмплы из различных итало-диско хитов.
В 2006 году группа выпустила «Since You’ve Been Gone» — кавер-версию песни Расса Балларда 1976 года. В следующем году вышел их второй студийный альбом Put Your Hands Up. Сингл «Walking in Memphis»/«Can Delight» несколько недель возглавлял танцевальный чарт ClubRotation.

## Дискография

### Альбомы
| Название            | Год  |
| ------------------- | ---- |
| We Love Italo Disco | 2003 |
| Put Your Hands Up   | 2008 |

### Синглы
| Название                           | Год  | Оригинальный исполнитель и год   |
| ---------------------------------- | ---- | -------------------------------- |
| «Hypnotic Tango»                   | 2002 | My Mine (1983)                   |
| «Ballet Dancer»                    | 2003 | The Twins (1983)                 |
| «How Old R U»                      | 2003 | Miko Mission (1984)              |
| «Dial My Number»                   | 2004 | Романо Баис (1985)               |
| «Since You’ve Been Gone»           | 2006 | Расс Баллард (1976)              |
| «Walking in Memphis / Can Delight» | 2007 | Марк Кон / My Mine (1991 / 1986) |
| «Everywhere»                       | 2008 | Мишель Бранч (2001)              |
| «Come Clean»                       | 2009 | Хилари Дафф (2003)               |
| «Back to the Sunshine»             | 2010 | Münchener Freiheit (1987)        |
| «Hypnotic Tango 2k12»              | 2012 | My Mine (1983)                   |
| «How Old Are You 2014»             | 2014 | Miko Mission (1984)              |
| «Now You’re Gone» (& Norda)        | 2018 | Basshunter (2007)                |